# Donald Burrows
Donald James Burrows (Londra, 28 dicembre 1945) è un musicologo inglese.
Donald James Burrows è docente di Musica presso la Open University, e uno dei principali studiosi della musica di Georg Friedrich Händel.
È lettore di storia e musica al Trinity Hall, Cambridge (BA 1968; PGCE 1969; MA 1971).
Ha completato il suo dottorato di ricerca presso la Open University nel 1981.
È Vice-Presidente della Händel-Gesellschaft, e presidente dell'Istituto Händel.

## Premi
- 2000 Handel Music Prize[4]

## Opere
- "Reading the Metre", Musicology and sister disciplines, International Musicological Society. Oxford University Press, 2000, ISBN 978-0-19-816734-1
- Donald Burrows (a cura di), The Cambridge companion to Handel[collegamento interrotto], Cambridge Companions to Music, Cambridge University Press, 1997, ISBN 978-0-521-45613-5.
- Donald Burrows, Handel and the English Chapel Royal, Oxford University Press, 2005, ISBN 978-0-19-816228-5.